# Finale della Coppa WSE 2020-2021
La finale della 3ª edizione della Coppa WSE fu disputata tra gli spagnoli del Lleida e gli italiani del Sarzana. Con il punteggio di 5 a 3 fu il Lleida ad aggiudicarsi per la terza volta consecutiva il trofeo.

## Le squadre
| Squadre | Partecipazioni precedenti (il grassetto indica la vittoria) |
| ------- | ----------------------------------------------------------- |
| Lleida  | 2003, 2018, 2019                                            |
| Sarzana | 2019                                                        |

## Il cammino verso la finale
Il Lleida si qualificò alla finale con i seguenti risultati:
- Semifinale: eliminato il Girona (vittoria per 3-1).

Il Sarzana si qualificò alla finale con i seguenti risultati:
- Quarti di finale: eliminato l'Igualada (vittoria per 3-2);
- Semifinale: eliminata il Caldes (vittoria per 4-1).

## Tabellino
| Arbitri: | P. Almeida R. Leão |

|                                                          |           |                            |
| Vives Clos 32'10" 39'41" 40"13" 40"42" Tomàs Tohà 43'13" | Marcatori | 9'50" 19'27" 47'24" Pedrol |